# Francisco Carbià Barrera
Francisco Carbia Barrera (Tarragona, 31 de marzo de 1992) es un futbolista español. Juega de centrocampista y su equipo es el Reus F. C. Reddis de la Segunda Federación.

## Trayectoria
Nació en Tarragona y lo firmó el Club Gimnàstic de Tarragona para sus categorías inferiores cuando era cadete. El entrenador Kiko Ramírez lo subió al juvenil A y lograron el ascenso a División de Honor. Posteriormente, el mismo entrenador se lo llevó al C. F. Pobla de Mafumet e incluso llegó a debutar con el primer equipo en la Copa Cataluña ante el F. C. Barcelona.
En verano de 2013 se marchó del Nàstic y firmó por el Club de Futbol Reus Deportiu. Tras el primer año parecía que se iba a marchar, pero se quedó y dos temporadas después consiguió el ascenso a Segunda División. En agosto de 2016 debutó en la categoría con un gol en la segunda jornada de liga.
En enero de 2019, tras los impagos producidos en el club, quedó libre y firmó por el F. C. Dinamo Tbilisi de Georgia. Esa experiencia no duró mucho tiempo, ya que en julio regresó a España para jugar en la U. D. Ibiza.
En enero de 2020, seis años y medio después de su marcha, regresó al Nàstic de Tarragona. Esta segunda etapa finalizó en 2022 y durante la campaña 2022-23 jugó en Segunda Federación con el C. F. Badalona Futur. En esta categoría siguió compitiendo la temporada siguiente tras fichar por la Real Balompédica Linense. Allí estuvo dos años y en junio de 2025 fichó por el Reus F. C. Reddis.

## Clubes
| Club                            | País    | Año       | Partidos | Goles |
| ------------------------------- | ------- | --------- | -------- | ----- |
| Club Gimnàstic de Tarragona "B" | España  | 2010-2011 |          |       |
| C. F. Pobla de Mafumet          | España  | 2011-2013 |          |       |
| C. F. Reus Deportiu             | España  | 2013-2019 | 167      | 22    |
| F. C. Dinamo Tbilisi            | Georgia | 2019      | 12       | 2     |
| U. D. Ibiza                     | España  | 2019-2020 | 13       | 0     |
| Club Gimnàstic de Tarragona     | España  | 2020-2022 | 72       | 11    |
| C. F. Badalona Futur            | España  | 2022-2023 | 32       | 4     |
| Real Balompédica Linense        | España  | 2023-2025 | 55       | 13    |
| Reus F. C. Reddis               | España  | 2025-     |          |       |

Fuente: BDFutbol